# Synagoge Cietokšņa 38 (Daugavpils)

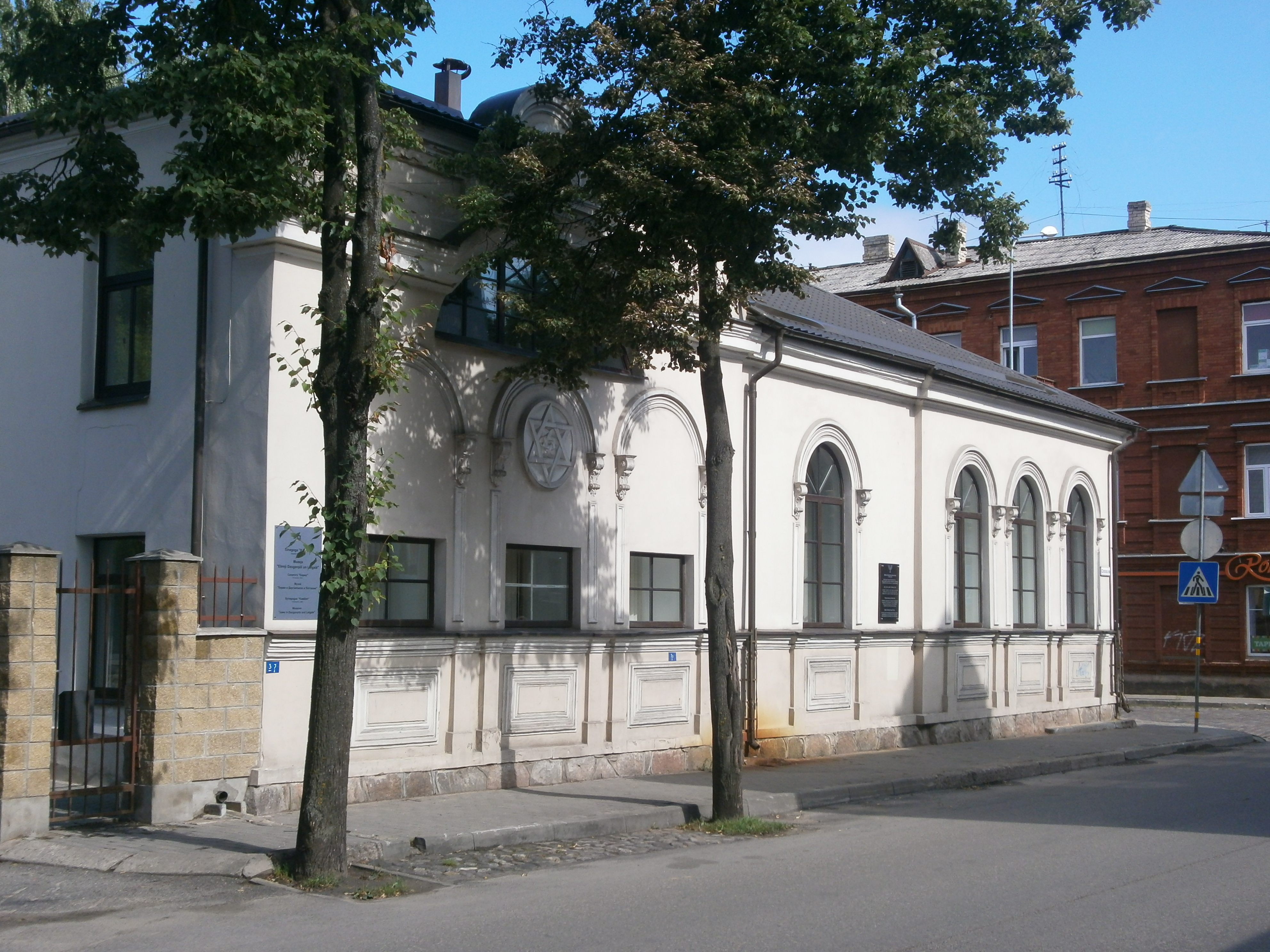
Synagoge in Daugavpils

Die Synagoge mit der Adresse Cietokšņa 38 in Daugavpils, der zweitgrößten Stadt in Lettland, wurde 1850 errichtet. Die heute wieder als Gotteshaus genutzte Synagoge ist ein geschütztes Baudenkmal.
Durch den Überfall auf die Sowjetunion vom 22. Juni 1941 kam das gesamte Gebiet Lettlands bis zum 8. Juli 1941 in den Machtbereich des nationalsozialistischen Deutschlands. Damit begann die Vernichtung fast der kompletten dort ansässigen jüdischen Bevölkerung.
Mit finanzieller Unterstützung der Kinder des Malers Mark Rothko konnte das Synagogengebäude 2005/06 renoviert werden.  
Im Gebäude wurde auch ein Museum zur jüdischen Geschichte der Stadt Daugavpils eingerichtet.